# Botourmiaviridae
Botourmiaviridae es una familia de virus que incluye a virus infectivos de plantas y a virus endosimbiontes mitocondriales de hongos, estos últimos no son infecciosos (patógenos). Contienen un genoma ARN monocatenario positivo y por lo tanto se incluyen en el Grupo IV de la Clasificación de Baltimore. Incluye seis géneros.

## Estructura y evolución
Los ourmiavirus son los únicos miembros de la familia que tienen una cápside vírica. Los otros miembros están desnudos y no tienen envoltura ni cápside viral. Los ourmiavirus son virus vegetales que tienen un virión baciliforme sin envoltura vírica. Los viriones tienen una serie de longitudes discretas de 30 a 62 nm. La longitud del genoma es de alrededor de 4800 nucleótidos. Los otros miembros están desnudos, sus genomas no están segmentados y tienen longitudes que oscilan entre 2000 y 3200 nucleótidos.
Estos últimos no son considerados verdaderos virus y más bien son un tipo de elementos genéticos móviles o replicones compuestos por una cadena de ARN y una RdRP que descienden de bacteriófagos de ARN de la clase Leviviricetes que se integraron en las mitocondrias al momento que se dio la endosimbiosis seriada que dio origen a los eucariotas. Estos virus o replicones parecen haber estado en el eucariota ancestral (LECA) y haberse perdido en la mayoría de los eucariotas. Los ourmiavirus se originaron de un evento en el que uno de estos virus desnudos o replicones se integró en la cápside de un virus de la familia Tombusviridae o tomó sus proteínas de la cápside.
Los virus de esta familia son estructuralmente similares a los de las familias Narnaviridae y Mitoviridae con quienes están estrechamente emparentados y comparten la ausencia de cápside. Además ambos se replican en las mitocondrias en contraposición con otros virus y esta replicación se debe a que el bacteriófago de ARN ancestral perduró infectando a las mitocondrias que eran sus antiguos huéspedes bacterianos. También se los habían descrito como plásmidos de ARN ya que se comportan de manera similar a un plásmido.

## Géneros
Se han descrito los siguientes géneros:
- Género Botoulivirus
- Género Magoulivirus
- Género Ourmiavirus
- Género Penoulivirus
- Género Scleroulivirus